# Myxosporella schini
Myxosporella schini är en svampart som beskrevs av Carranza 1950. Myxosporella schini ingår i släktet Myxosporella, divisionen sporsäcksvampar och riket svampar.   Inga underarter finns listade i Catalogue of Life.